# Calvisson

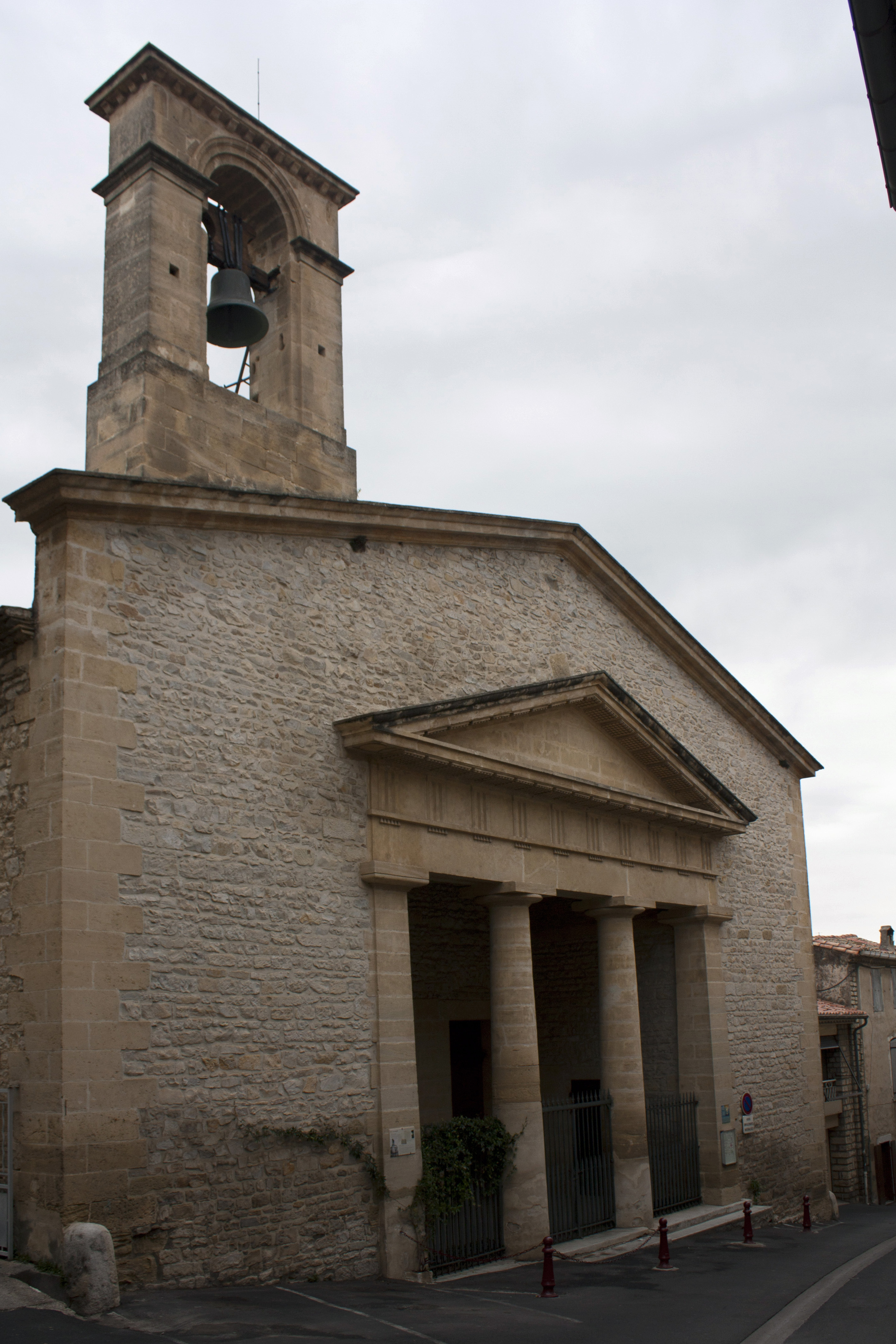
Protestantische Kirche

Calvisson ist eine französische Gemeinde mit 6295 Einwohnern (Stand 1. Januar 2022) im Département Gard in der Region Okzitanien.

## Geografie
Calvisson liegt 15 Kilometer von der Stadt Nîmes entfernt in der Landschaft Vaunage. Zur Gemeinde zählen die Weiler Cinsens und Bizac sowie mehrere Gehöfte. Die Nachbargemeinden von Calvisson sind Saint-Côme-et-Maruéjols im Norden, Saint-Dionisy im Nordosten, Nages-et-Solorgues im Osten, Boissières im Südosten, Vergèze und Mus im Süden, Aigues-Vives im Südwesten, Congénies und Aujargues im Westen und Souvignargues im Nordwesten.

## Geschichte
Es finden sich zahlreiche Spuren menschlicher Besiedlung aus der Antike, wie etwa die Reste gallischer Oppida und römischer Villen, ebenso wie Hinweise auf eine Besiedlung bereits in der Jungsteinzeit. Der Ort entwickelte sich aus einer römischen Villa und wurde im frühen Mittelalter von diversen Völkern beherrscht. Im Jahr 790 wurde Calvisson in einem Dokument der Kathedrale von Nîmes erstmals erwähnt und erscheint dort als Hauptstadt der Landschaft Vaunage. Bizac, heute ein Ortsteil der Gemeinde, wurde 876 von einem Feudalherren für 16 Jahre widerrechtlich in Besitz genommen, ehe es 892 wieder in den Besitz des rechtmäßigen Herrschers, des Erzbischofs von Nîmes, gelangte. Die gesamte Region gehörte im Hochmittelalter dem französischen König, wurde aber vom Grafen von Toulouse verwaltet. Im 11. Jahrhundert entstand ein großes Schloss mit zwei rund 20 Meter hohen Türmen. 1229 ging Calvisson endgültig in den Besitz des Königs über. Philipp IV. schenkte Calvisson, wie einige andere Orte, seinem Höfling Guillaume de Nogaret. Aufgrund der Pest ging die Bevölkerung im 14. Jahrhundert stark zurück. Neben einer erneuten Pestwelle kam es im 16. Jahrhundert im Rahmen der Hugenottenkriege zu kriegerischen Auseinandersetzungen zwischen Katholiken und Protestanten, was wechselnde Machtverhältnisse zur Folge hatte. 1703 sorgten die Kamisarden für weitere religiöse Unruhen, was in einer Schlacht im nahegelegenen Nages endete. Von Calvisson aus konnten die Kamisarden zurückgeschlagen werden, es kam ein Jahr später aber zur erneuten Schlacht. Bei Ausbruch der Französischen Revolution 1789 kam es in Calvisson zu einem großen Freudenfest. Im Zuge der Revolution wurde es 1790 zum Hauptort eines Kantons, jedoch nur bis 1801. 1907 wurde Calvisson zum Schauplatz der Winzerrebellion, zudem kam es im selben Jahr zu Überschwemmungen. Am 20. August 1944 wurde der Bahnhof des Ortes bombardiert. Es fielen dabei zwei Bomben, es gab jedoch keine Personenschäden.

### Bevölkerungsentwicklung
| Jahr      | 1962 | 1968 | 1975 | 1982 | 1990 | 1999 | 2008 | 2017 |
| --------- | ---- | ---- | ---- | ---- | ---- | ---- | ---- | ---- |
| Einwohner | 1792 | 1803 | 1793 | 2088 | 2725 | 3597 | 4588 | 5745 |

## Kultur und Sehenswürdigkeiten
Das Gebäude der heutigen Mairie (Rathaus) entstand 1848 an der Position der alten Mairie. Dieser war ein Konsulatshaus, ein Verwaltungsgebäude des französischen Feudalsystems, vorausgegangen. Auf dem Dach des heutigen Gebäudes befindet sich ein Glockenturm. Die Glocke war ursprünglich Teil einer 1685 zerstörten protestantischen Kirche in Nîmes. Die protestantische Kirche von Calvisson entstand in den Jahren 1821 bis 1824. Ihre Vorgängerkirche war im 17. Jahrhundert zerstört worden. Der Glockenturm der Kirche wurde 1844 errichtet. Die Markthallen im Ortskern wurden zwischen 1895 und 1897 gebaut. Bei der katholischen Kirche Saint-Saturnin, deren Entstehungsdatum mit dem Jahr 1016 angegeben wird, handelt es sich um das älteste Gebäude des Ortes. 1623 wurde sie allerdings zerstört und musste neu aufgebaut werden. Es existieren im Ort noch ältere Wohnhäuser, darunter ein Hotel aus dem 18. Jahrhundert.

## Persönlichkeiten
- Hubert Rouger (1875–1958), Politiker
- Pierre Barlaguet (1931–2018), Fußballspieler und -trainer